# Gabi Delgado-López

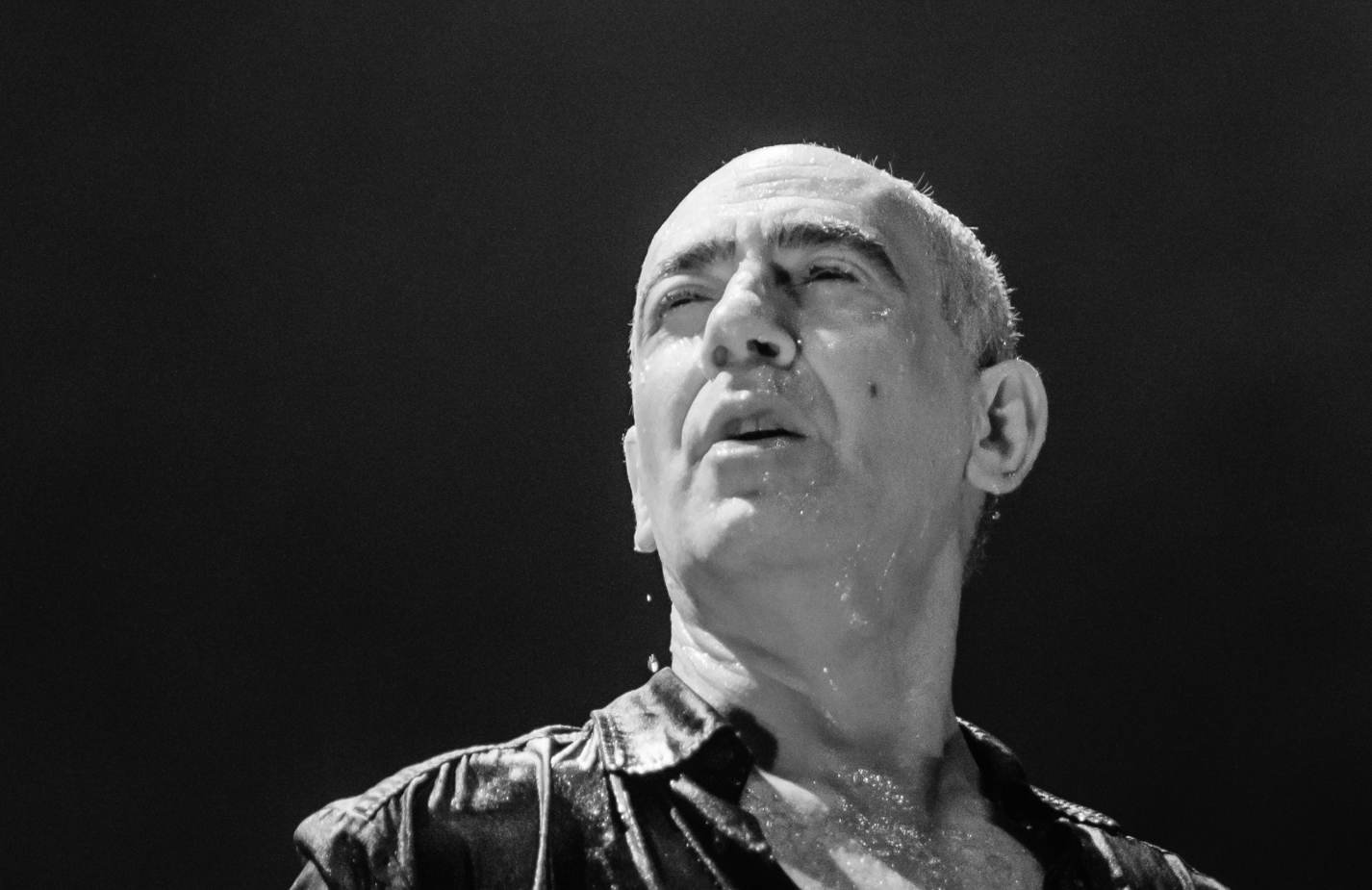
Gabi Delgado (2015)

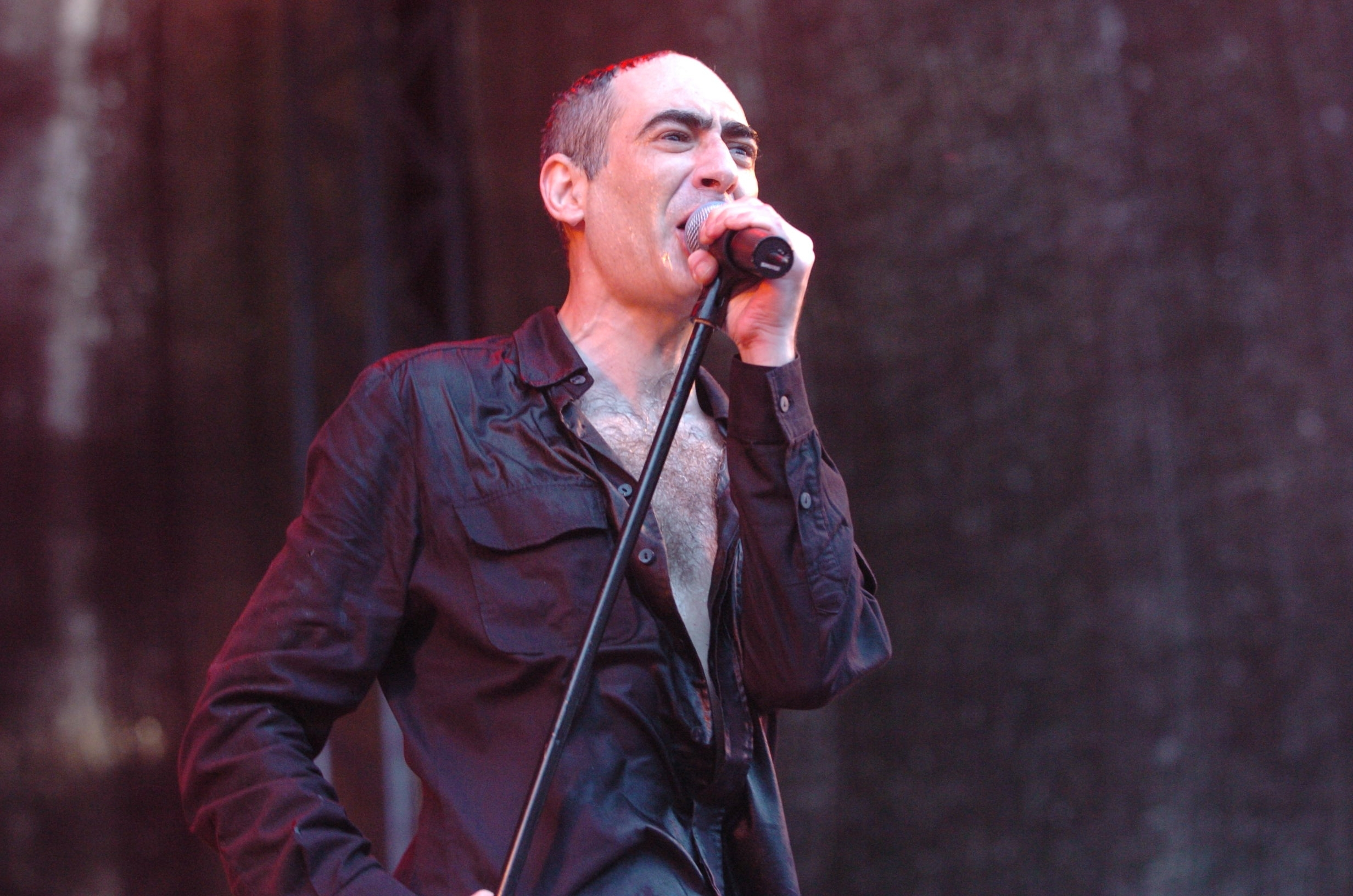
Gabi Delgado (2007)

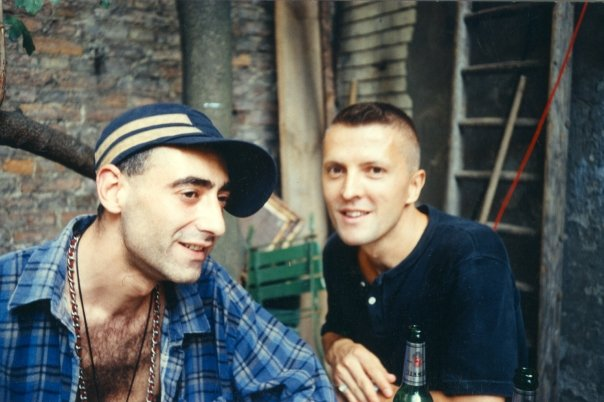
DAF: Gabi Delgado (links) und Robert Görl (rechts)

Gabriel „Gabi“ Delgado-López (* 18. April 1958 in Córdoba, Spanien; † 22. März 2020 in Portugal) war ein deutscher Sänger, Komponist, Textdichter und Musikproduzent. Er gilt als Mitbegründer der Punkszene an Rhein und Ruhr und spielte neben seiner Tätigkeit als Mitherausgeber des Punk-Fanzines The Ostrich in zahlreichen Punk-Formationen wie Charley’s Girls und Mittagspause.
Zusammen mit Robert Görl gründete er 1978 die Gruppe Deutsch Amerikanische Freundschaft (DAF), in der er Sänger, Songwriter und Frontmann war. Mit DAF wurde er international bekannt; die Gruppe zählt zu den Wegbereitern der Neuen Deutschen Welle. Für das DAF-Album Alles ist Gut erhielt er den Deutschen Schallplattenpreis.

## Leben
Delgado verbrachte  die ersten acht Jahre seiner Kindheit in Córdoba, wo er hauptsächlich von seiner Großmutter und zwei Tanten aufgezogen wurde. Seine Mutter sah er in dieser Zeit nur einmal pro Jahr. Seinen Vater, der wegen des Franco-Regimes nicht nach Spanien kommen konnte, lernte er erst 1966 kennen, als sich die Familie in Deutschland niederließ. Hier lebte er u. a. in Remscheid, Wuppertal, Dortmund und Düsseldorf. Sein Bruder Eduardo war später ebenfalls als Musiker (Bassist) aktiv.
1978 wurde Gabi Delgado in Wuppertal Mitbegründer von DAF. 1980 zog er nach London, wo er bis 1984 lebte. DAF veröffentlichte in dieser Zeit vier Alben. Während der Erstling Produkt der Deutsch Amerikanischen Freundschaft (1979, Ata Tak) nur ein kleines Publikum fand, wurde der bei Mute erschienene Nachfolger Die Kleinen und die Bösen (1980) auch in US-Clubs ein Erfolg. Die Alben Alles ist gut und Gold und Liebe (jeweils 1981) mit Songs wie Der Mussolini, Der Räuber und der Prinz  und Liebe auf den ersten Blick brachten den kommerziellen Erfolg.
Nach dieser Phase löste sich DAF vorübergehend auf. Delgado zog nach Zürich und veröffentlichte das Soloalbum Mistress, anschließend wirkte er am Album 1st step to heaven der wiedervereinigten DAF mit. 1986 zog er nach Berlin und wurde DJ und Techno-House-Aktivist der ersten Stunde. Er veranstaltete zusammen mit WestBam und Marc Gubler die erste House-Party in Deutschland und gründete mit Saba Komossa die Techno-House-Labels Delkom Club Control, BMWW und Sunday Morning Berlin. Auf diesen und anderen Labels wie Low Spirit und MFS veröffentlichte er zahlreiche Produktionen aus dem House- und Techno-Bereich.
1995 gründete er zusammen mit Wotan Wilke Möhring die Band DAF/DOS, deren bei Sony/Columbia erschienenes Album Allein, zu zweit, mit Telefon u. a. die Titel Ich glaub ich fick dich später und Zurück nach Marzahn enthielt. 2003 schloss sich Delgado nochmals mit Robert Görl für ein weiteres DAF-Album, Fünfzehn Neue DAF Lieder, zusammen. Im Februar 2014 erschien das Soloalbum 1 auf Goldencore/ZYX Records. Das Nachfolgealbum 2 wurde im August 2015 auf SPV Oblivion veröffentlicht.
Gabi Delgado starb im März 2020 im Alter von 61 Jahren in einem Krankenhaus in Portugal, wahrscheinlich an den Folgen eines Herzinfarkts. Er hinterließ seine Frau Jane. Der Deutschlandfunk verlautbarte in seinem Nachruf: „Der Sänger von Deutsch-Amerikanische Freundschaft, Gabi Delgado, prägte Anfang der 80er-Jahre mit lyrischer Experimentierfreude und elektronischen Sounds nachhaltig die deutsche Popmusik.“

## Diskografie (Alben)
solo:
- Mistress (1983)
- 1 (2014)
- 2 (2015)

mit DAF:
- Produkt der Deutsch-Amerikanischen Freundschaft (1979)
- Die Kleinen und die Bösen (1980)
- Alles ist gut (1981)
- Gold und Liebe (1981)
- Für immer (1982)
- 1st Step To Heaven (1986)
- Fünfzehn neue DAF Lieder (2003)

mit Delkom:
- Futur Ultra (1990)

mit DAF/DOS:	
- Allein, zu zweit, mit Telefon (1996)
- Der DAF/DOS Staat (1999)
- Der DAF/DOS Live Staat (1999)